# Verizon Fios

Logo de Verizon Fios depuis 2015.

Verizon Fios, anciennement FiOS, est une offre triple-play opérant sur un réseau de fibre optique. Il est présent dans certaines zones (principalement urbaines et périurbaines) des États-Unis et est géré par Verizon. Son utilisation commerciale a commencé en 2005.

## Historique
Le déploiement et la commercialisation de FiOS marque un tournant vers la diversification pour Verizon. En plus de son opération historique d'opérateur de téléphonie mobile, Verizon investit les secteurs de la télévision et de l'internet.[style à revoir].
En janvier 2009, FiOS était disponible dans 12,7 millions de foyers, avec 2,5 millions d'abonnés à Internet et 1,9 million à la télévision. Le 18 juillet 2013, Verizon Fios signe un contrat avec Disney pour diffuser les services Watch ABC/Watch Disney/WatchESPN et la chaîne Fusion sur sa plateforme TV Everywhere.
Le 23 avril 2015, en raison d'un différend avec Verizon sur le nouveau concept de bouquet réduit de FiOS, Disney supprime les publicités pour le cablo-opérateur de ses chaînes ABC à New York et ESPN, et rejoint plusieurs contestataires comme NBCUniversal de Comcast et 21st Century Fox,,,.